# Winna (album)
Winna – jedyny album studyjny formacji Chylińska. Wydawnictwo ukazało się 22 marca 2004 roku nakładem wytwórni muzycznej Pomaton EMI. Płyta dotarła do 2. miejsca listy OLiS w Polsce.
Piosenki wybrane na single promujące album to: „Winna”, „Niczyja”, „Zmysłowa”, do których powstały teledyski.

## Lista utworów
1. "Zła, Zła, Zła" (sł. A. Chylińska, muz. K. Misiak, Z. Kraszewski, W. Horny, D. Osiński) – 3:22
2. "Już wiem że nic nie wiem" (sł. A. Chylińska, muz. K. Misiak, Z. Kraszewski, W. Horny, D. Osiński) – 4:13
3. "Tu i tam-psie" (sł. A. Chylińska, muz. K. Misiak, Z. Kraszewski, W. Horny, D. Osiński) – 3:19
4. "Zmysłowa" (sł. A. Chylińska, muz. K. Misiak, Z. Kraszewski, W. Horny, D. Osiński) – 5:31
5. "Winna" (sł. A. Chylińska, muz. K. Misiak, Z. Kraszewski, W. Horny, D. Osiński) – 4:46
6. "Gorąca prośba" (sł. A. Chylińska, muz. K. Misiak, Z. Kraszewski, W. Horny, D. Osiński) – 3:38
7. "Chylińska" (sł. A. Chylińska, muz. K. Misiak, Z. Kraszewski, W. Horny, D. Osiński) – 4:23
8. "Deszcz – będzie słońce" (sł. A. Chylińska, muz. K. Misiak, Z. Kraszewski, W. Horny, D. Osiński) – 4:44
9. "Wieczny problem" (sł. A. Chylińska, muz. K. Misiak, Z. Kraszewski, W. Horny, D. Osiński) – 4:12
10. "Lepszy czas" (sł. A. Chylińska, muz. K. Misiak, Z. Kraszewski, W. Horny, D. Osiński) – 4:56
11. "Niczyja" (sł. A. Chylińska, muz. K. Misiak, Z. Kraszewski, W. Horny, D. Osiński) – 3:58
12. "Twoje smutne «ja»" (sł. A. Chylińska, muz. K. Misiak, Z. Kraszewski, W. Horny, D. Osiński) – 5:28

## Twórcy
- Agnieszka Chylińska – wokal prowadzący
- Krzysztof Misiak – gitara
- Dariusz Osiński – gitara basowa
- Wojciech Horny – instrumenty klawiszowe
- Zbigniew Kraszewski – perkusja, produkcja muzyczna
- Marcin Gajko – produkcja muzyczna, realizacja nagrań